# بورچ (روسیه)
بورچ (انگلیسی: Borch) یک شهرک در شهرستان روتولسکی ناحیه داغستان کشور روسیه است.